# The Masaï
The Masaï is een Belgische rockgroep die actief was van 1983 tot 1989. In 2013 kwam er een reünie.

## Bezetting
De oprichtende leden waren zanger Flosh, gitarist Jef Buelens, drummer Eric Sterckx en bassist Frans Verbeeck. Deze laatste werd halverwege 1984 vervangen door Daniël Spits, die op zijn beurt medio 1986 werd vervangen door Ben Van Casteren. In 1988 werd Chris Cambré ingelijfd als tweede gitarist.

## Geschiedenis
Het eerste optreden van de groep vond plaats in 1984, tijdens een preselectie van Humo's Rock Rally, een in Vlaanderen prestigieuze wedstrijd voor popgroepen, georganiseerd door het weekblad Humo, waarbij de deelnemers vooraf worden geselecteerd op basis van een ingestuurde demo. Het optreden kreeg zeer enthousiaste reacties van het publiek, en ook in Humo werd het zeer lovend besproken, een volgende ronde bleek evenwel (althans voor de jury) een brug te ver. Achteraf bekeken misschien geen slechte zaak, de playlist bestond op dat moment uit welgeteld 4 nummers. De groep bleef naarstig verder repeteren en bouwde een stevig repertoire en een al even stevige live reputatie op.

Tijdens een optreden in 1985 werden zij opgemerkt door gitarist/producer Jean-Marie Aerts. De band trok met hem de studio in, wat in 1986 resulteerde in 'Boogieman', een maxi-single met 4 nummers (waaronder een gewaagde cover van Prince's 'Let's go crazy'). De plaat werd goed onthaald en dat zorgde voor een pak optredens. The Masaï speelden voor een steeds groter publiek, en klommen op de affiches van festivals.

De groep was ook het vaste voorprogramma van T.C. Matic tijdens het volledige Belgische luik van hun YéYé tour.

In 1987 werd (wellicht enigszins overhaast) een volledige 'LP' opgenomen (Captured by Cpt. Rock), die werd geproduceerd door de band zelf. De plaat bevatte een aantal sterke songs ('Tonight', 'We don't wanna come'), maar helaas ook een aantal ondermaatse, slecht afgewerkte 'haastklussen', waardoor de ontvangst eerder lauw was. Niettemin werden The Masaï dat jaar tot beste Belgische rockgroep verkozen door de luisteraars van de Leuvense studentenradio Radio Scorpio en speelden ze als eerste Belgische groep op het Futurama Festival. De band trad ook aan als hoofdact in de bekende Parijse (mega)club 'La Locomotive', speelde in De Melkweg te Amsterdam en tijdens het 'Eurock' festival in Clermont-Ferrand (Frankrijk). Er waren ook 2 TV optredens voor de Franse televisie (A2 en FR3), en het nummer 'Tonight' was regelmatig te beluisteren op Studio Brussel, toen (en wellicht nog steeds) dé Belgische popzender.
De groep kreeg bovendien heel wat aandacht in de pers: kranten en tijdschriften, maar ook in naslagwerken zoals OOR's Pop-encyclopedie.

## Muziek
Tijdens de begindagen was hun muziek vooral geïnspireerd door U2, maar evolueerde gaandeweg naar grunge en garagerock, met op de achtergrond toch altijd duidelijke blues invloeden. Live optredens waren doorgaans zeer luid en energiek, niet in het minst door de - op zijn zachtst gezegd - dynamische podiumact van charismatische frontman en zanger Flosh.
In 1988 kwam gitarist Chris Cambré de gelederen versterken. Die tweede gitaar resulteerde in een ander geluid en andere songs, maar tegelijkertijd kwamen er ook muzikale meningsverschillen naar boven, wat uiteindelijk leidde tot de split in november 1989, waarbij de ritmesectie enerzijds, en de zanger en gitaristen anderzijds hun eigen weg gingen.

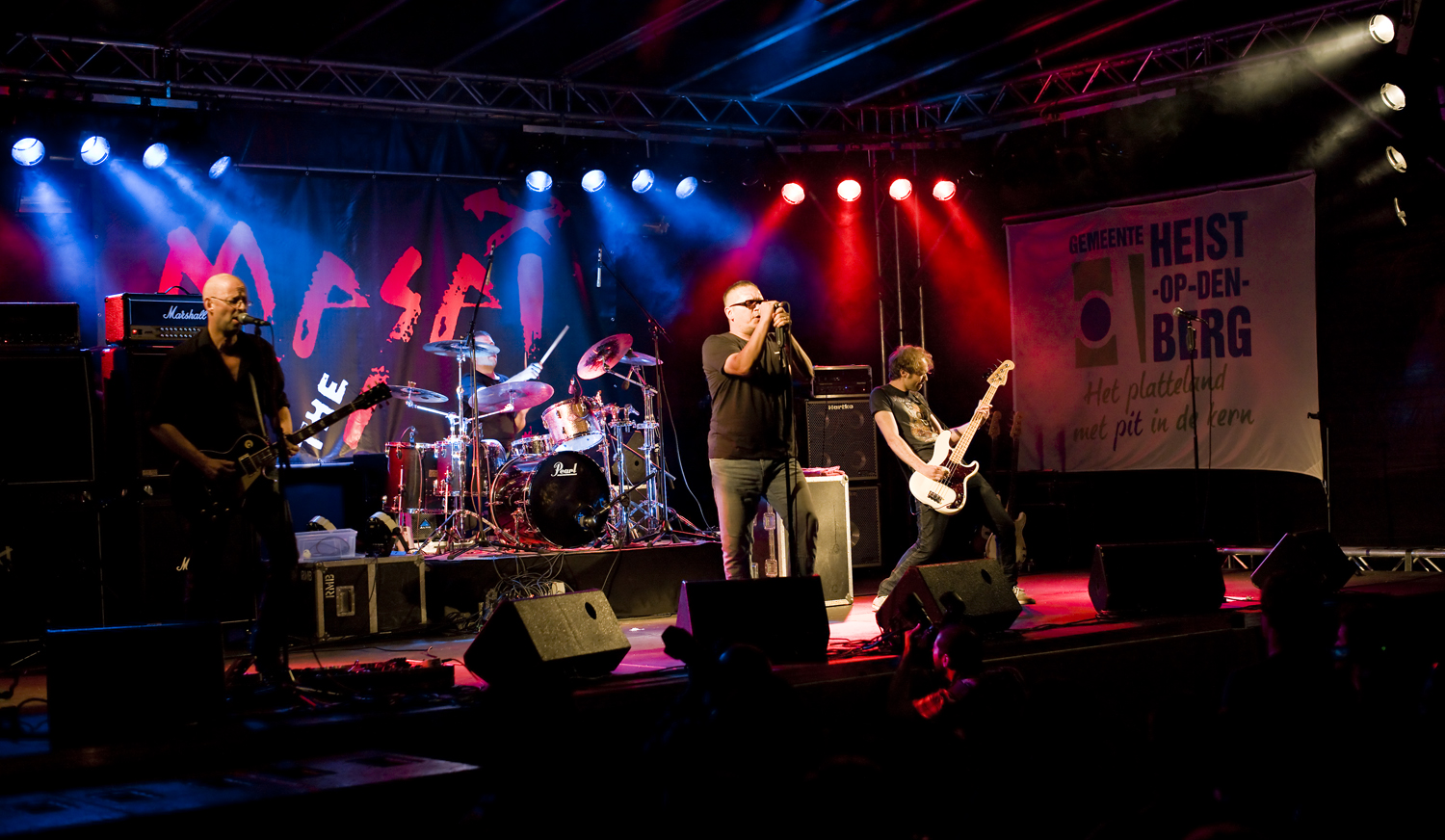
The Masaï live in 2013

### Reünie
Op vraag van fans en de dienst toerisme van hun thuisbasis Heist-op-den-Berg speelden The Masaï op 18 augustus 2013 een openlucht reünieconcert in het centrum van die gemeente. Er kwamen niet minder dan 2000 mensen opdagen, oudere fans, maar ook nieuwsgierige jongeren die de band alleen kenden van naam en reputatie.

## Discografie
- Boogieman (mini LP), 1986, Antler 041
- You're the one (single), 1986, Antler 045
- Tonight (single), 1987, Antler 059
- Captured by Cpt. Rock (LP), 1987, Antler 066.[3]